# Rabbi Ilai I
Rabbi Ilai I (in ebraico רבי אלעאי ‎?; a volte citato come Ilai il Vecchio; o anche: Rabbi Ilai I  ortografia ebraica alternativa: רבי עילאי ) (Israele, ... – ...; fl. II secolo) è stato un rabbino ebreo antico, saggio Tanna della 3ª generazione (110 – 135 e.v.), Discepolo di Joshua ben Hananiah e Gamaliel II..
Padre del noto Tanna Judah ben Ilai e discepolo di Eliezer ben Hurcanus e Gamaliel II.
Rabbi Ilai viene citato una volta nella Mishnah e sei volte nella Tosefta.
Ilai è meglio conosciuto per aver coniato la famosa frase: "Rabbi Ilai ha detto «da tre cose si può determinare il carattere di un uomo: dalla sua tazza, il suo capitale e la sua collera»".